# Wincanton
Wincanton is een civil parish in het bestuurlijke gebied South Somerset, in het Engelse graafschap Somerset. De plaats telt 5272 inwoners.
In Wincanton is een paardenrenbaan, de Wincanton Racecourse.

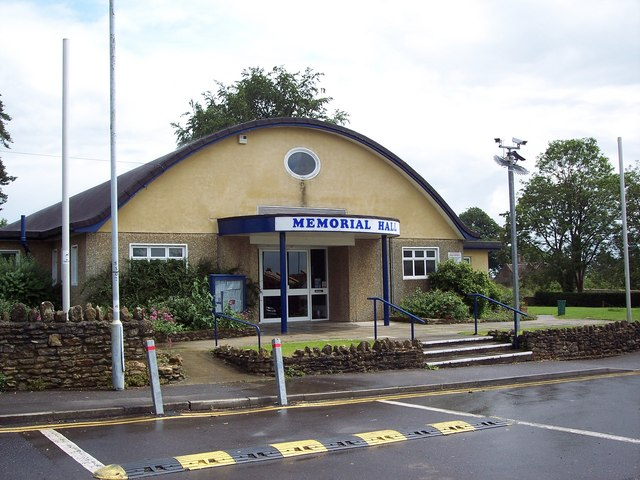
Memorial Hall
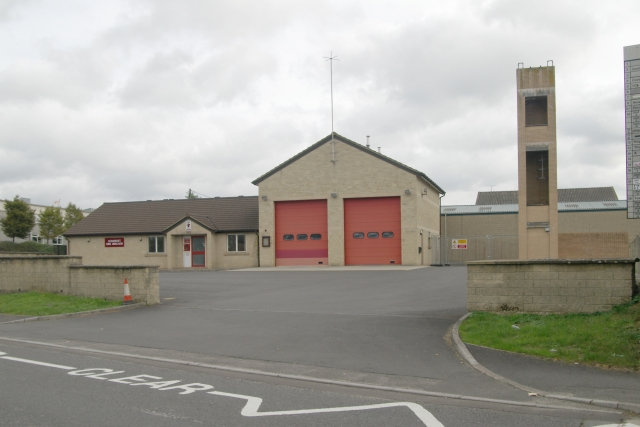
Brandweerkazerne
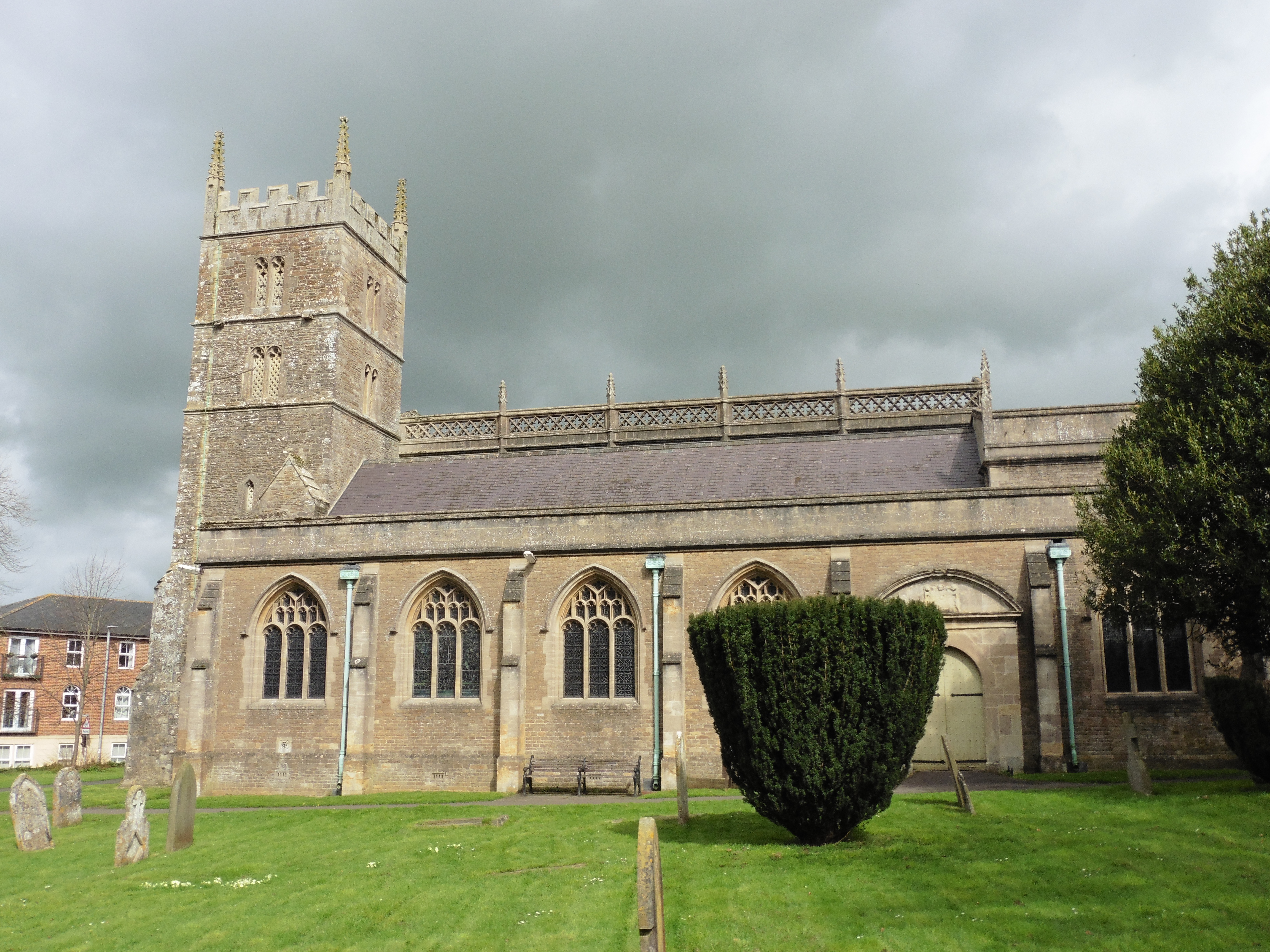
Kerk St. Peter and St. Paul